# Парламентские выборы в Великобритании (1806)
Парламентские выборы в Великобритании 1806 года прошли с 29 октября по 17 декабря и стали вторыми парламентскими выборами в истории Соединённого королевства Великобритании и Ирландии после Актов об унии 1800 года. В ходе выборов были избраны 658 членов Палаты общин, нижней палаты парламента Соединённого Королевства.
Выборы проходили в ситуации значительной неопределённости относительно будущего британской политики после внезапной смерти премьер-министра Уильяма Питта-младшего и формирования лордом Гренвилем Министерства всех талантов, в которое вошли большинство ведущих политиков из почти всех группировок, хотя некоторые последователи Питта-младшего во главе с Джорджем Каннингом отказались к нему присоединиться.
Парламент предыдущего созыва был распущен 24 октября 1806 года. Новый парламент был созван на своё первое заседание 13 декабря 1806 года на максимальный семилетний срок с этой даты. Максимальный срок мог быть и обычно сокращался, когда монарх распускал парламент до истечения его срока.

## Политическая ситуация
Заключённый в 1802 году Амьенский мир принёс мир с Францией, с которой Великобритания находилась в состоянии войны с 1792 года. Хотя международная ситуация оставалась нестабильной и возобновление войны было возможно в любой момент, мир позволил провести первые выборы в новый парламент, на которых победили тори во главе  с Аддингтоном.
Мир оказался недолог и уже в 1803 году война с Францией возобновилась. Премьер-министр-тори Генри Аддингтон ушёл в отставку в 1804 году. Новое правительство сформировал Уильям Питт-младший при поддержке коалиции проправительственных политиков-вигов и тори для продолжения войны.
Оппозиционные виги во главе с Чарльзом Джеймсом Фоксом продолжали выступать против правительства. Их укрепила группа бывших сторонников Питта (таких как его кузен лорд Гренвилл), которые после 1802 года присоединились к Фоксу в его борьбе с Аддингтоном и которые не поддержали Питта и его других друзей в 1804 году.
Когда Питт умер 23 января 1806 года, лорд Гренвиль сформировал новый кабинет, вошедшей в историю как Министерство всех талантов. новый кабинет представлял из себя правительство национального единства и потому в него вошли большинство ведущих политиков того времени из почти всех группировок, в частности, Фокс и Аддингтон. В то же время в Министерство всех талантов не вошли некоторые последователи Питта-младшего, в том числе, Джордж Каннинг, унаследовавший руководство фракцией Питта в Палате общин, и герцог Портленд, возглавлявший её в Палате лордов.
Гренвиль предпринял попытка положить конец Наполеоновским войнам путем переговоров. Поскольку эта надежда не оправдалась, война продолжилась. Гренвиль также пытался укрепить правительство, но не смог убедить Каннинга и герцога Портленда присоединиться к нему, так как не был готов исключить из кабинета Фокса и его друзей, как того хотели сторонники Питта.
В результате лорд Гренвиль решил провести досрочные выборы, чтобы укрепить своё правительство. Король дал разрешение на роспуск палаты общин.
Министерство всех талантов находилось у власти во время этих выборов и продолжило работу после них, но было ослаблено смертью Фокса 13 сентября 1806 года. Сами выборы стали разочарованием для Гренвила. В XVIII веке правительство, поддерживаемое королём, обычно могло рассчитывать на существенные успехи на выборах. Однако финансовые реформы Питта ослабили способность Казначейства манипулировать результатами выборов.

## Даты выборов
В тот период не было ни единого дня выборов. Получив королевский приказ о проведении выборов, местное должностное лицо, ответственное за их проведение, устанавливало график голосования для конкретного избирательного округа или округов, которые его интересовали. Голосование в округах могло продолжаться в течение многих дней.
Выборы проходили в течение почти двух месяцев, с 29 октября по 17 декабря 1806 года.

## Результаты
| Распределение мест в Палате общин по итогам выборов 1806 года | Распределение мест в Палате общин по итогам выборов 1806 года | Распределение мест в Палате общин по итогам выборов 1806 года | Распределение мест в Палате общин по итогам выборов 1806 года | Распределение мест в Палате общин по итогам выборов 1806 года |
| ------------------------------------------------------------- | ------------------------------------------------------------- | ------------------------------------------------------------- | ------------------------------------------------------------- | ------------------------------------------------------------- |
| Виги                                                          |                                                               |                                                               | 65.5 %                                                        |                                                               |
| Тори                                                          |                                                               |                                                               | 34.5 %                                                        |                                                               |